# 八雲神社 (八雲町)
八雲神社（やくもじんじゃ）は、北海道二海郡八雲町宮園町にある神社。旧社格は郷社。

## 概要
八雲町は1878年（明治11年）に旧尾張藩主徳川慶勝が旧藩士授産のために士族を移住させたのが起源である。移住者たちはその氏神とするため、翌1879年（明治12年）に故郷の熱田神宮神符と尾張徳川家歴代の神霊を板蔵の二階に祭り、のちに八雲小学校の一室に移し、産土神として崇拝していた。これが八雲神社の起源である。
その後、1885年（明治17年）12月に神殿を新築し、1887年（明治19年）に「八雲神社」の創立出願をして許可を得、同年村社に列せられた。さらに翌1888年（明治20年）には徳川家を経て熱田神宮の分霊を仰いだ。熱田神宮の分社は全国で八雲神社以外に存在しない。
1921年（大正10年）8月27日、北白川宮成久王が参拝し、境内に記念樹を手植えた。1925年（大正14年）7月には成久王とともに竹田宮恒徳王が参拝し、記念樹を手植えた
1926年（大正15年）に社殿を改築し、1931年（昭和6年）6月郷社に昇格した。1934年（昭和9年）には、許可を得て八雲町開拓の始祖と仰ぐ徳川慶勝命を合祀した。1943年（昭和18年）、陸軍飛行場建設のため現在地に移転した。1945年（昭和20年）には氏子が協議し、県社昇格の準備が進められていたが、終戦後の神社制度改革によって立ち消えとなる。1953年（昭和28年）9月に宗教法人として再発足し現在に至る。
例大祭は毎年6月20 - 22日である。なお、八雲山車行列と八雲神社例大祭は同じ日に行なわれることが多かったが、双方に直接の関係はない。

## 祭神
- 熱田大神
- 天照大神
- 素盞嗚尊
- 日本武尊
- 宮簀媛
- 建稲種命
- 徳川慶勝命